# Яути, Риэко
Риэко Яути (яп.  Яути Риэко, родилась 10 января 1980) — одна из сильнейших сёгисток современной Японии, 5 женский дан. Училась у Сигэру Сэкинэ, 9 дана. Состоит в NSR
Свой первый титул завоевала в 17 лет, одержав в титульном матче дзёрю-ои 1995 года победу над Итиё Симидзу. 
C 2009 года была вице-президентом женского отдела NSR, с апреля 2013 — президент этого отдела.

## Разряды
- 1993: 2 женский кю
- 1995: 1 дан
- 1997: 3 дан
- 2004: 4 дан
- 2014: 5 дан[1]

## Титулы
| Титул     | Сезоны завоеваний | Число титулов |
| --------- | ----------------- | ------------- |
| Мэйдзин-и | 2005—2007         | 3             |
| Дзёо      | 2008—2009         | 2             |
| Дзёрю-ои  | 1997              | 1             |

- Всего главных титулов: 6
- Участий в финалах: 18
- Некоронных титулов: 2[2]